# Michael Schimmer
Michael Schimmer (* 10. Januar 1967 in Potsdam) ist ein ehemaliger deutscher Leichtathlet und Olympiateilnehmer.

## Leben
Sein Heimatverein war der SC Dynamo Berlin. Er war von 1984 bis 1989 Mitglied der DDR-Leichtathletiknationalmannschaft und bis 1991 Mitglied der deutschen Nationalmannschaft in der Sprintdisziplin 400-Meter-Lauf. Dabei erreichte er eine Bestzeit von 45,98 s. 1987 nahm er an den Weltmeisterschaften in Rom teil und verhalf seiner Mannschaft im Vorlauf mit dem zweiten Platz die Teilnahme für den Zwischenlauf. 1988 nahm er an den Olympischen Spielen in Seoul teil und verhalf seiner Mannschaft im Zwischenlauf zur Qualifikation für den Endkampf. Seit 1990 arbeitet er erfolgreich als Trainer und Personal-Trainer. Von 1998 bis 2000 war er zudem Trainer im Behindertenzentrum Oberlinhaus in Potsdam. Seine sportlichen Erinnerungen hat er in seiner Biografie Tiefstart - Meine Geschichte als Leichtathlet und „Diplomat im Sportanzug“ (Owens Verlag 2020) veröffentlicht.

## Erfolge
Die größten Erfolge waren
- 1983–1984 DDR-Juniorenmeister
- 1987 Weltmeisterschafts-Teilnahme in Rom
- 1989 DDR-Hallenmeister[3]
- 4. Platz bei den Olympischen Spielen 1988 in Seoul in der 4 × 400-m-Staffel[4]